# Kœnigsmark (novela)
Kœnigsmark es la primera novela de Pierre Benoit, publicada en 1918. Se convirtió en un best seller y supuso el lanzamiento del escritor, que se convertiría en un prolífico novelista y académico. Para comienzos del siglo XXI, la edición francesa había vendido 999 000 ejemplares, de los cuales 870 000 eran de la edición Le Livre de poche («El libro de bolsillo»).

## Historia de la novela
Kœnigsmark fue seleccionado por la Academia Goncourt en 1918 junto con Simon le Pathétique de Jean Giraudoux, Civilisation (novela)|Civilisation de Georges Duhamel y Les Silences du colonel Bramble de André Maurois para la concesión del Premio Goncourt, aunque fue derrotado en el voto final por Duhamel, por cuatro votos a seis.
Fue escogido en 1953 para inaugurar la colección Le Livre de poche.
Asimismo, la novela Kœnigsmark ha dado lugar a al menos cuatro adaptaciones cinematográficas, en 1923, 1935, 1953 y 1968.

## Sinopsis
La novela cuenta la historia del amor de un joven profesor francés, Raúl Vignerte, hacia Aurora, gran duquesa de Lautemburgo-Detmold.
En 1912, Aurora, originaria de las estepas rusas, se casa con el gran duque Rodolfo de Lautemburgo, heredero de un pequeño principado alemán. Sin embargo, él muere misteriosamente durante una misión en África. Hacia 1913, Raúl Vignerte acude al palacio como preceptor del hijo del gran duque Federico de Lautemburgo, cuñado y segundo marido de Aurora, quien ha heredado el gran ducado. Vignerte se queda prendado de la fascinante Aurora, que parece apreciar su compañía tanto como la de su dama de compañía, Melusina. A la intriga amorosa se une la política y policial de la desaparición de Rodolfo. En el momento en que todo parece que se va a desenmarañar, en el verano de 1914, la guerra estalla entre Francia y Alemania.

## Análisis
El personaje de Aurora está probablemente inspirado, al menos por su nombre, por María Aurora de Königsmarck. Se evoca el asesinato de Felipe Cristóbal de Königsmark. La conclusión de la novela se inspira del final de Salambó, de Gustave Flaubert: «Así murió, el 31 de octubre de 1914, el teniente Vignerte, por haber amado a la gran duquesa Aurora de Lautemburgo-Detmold» (Kœnigsmark), en referencia a «Así murió la hija de Amílcar por haber tocado el velo de Tanit» (Salambó).

## Adaptaciones cinematográficas
- Kœnigsmark, de Léonce Perret (1923).
- Kœnigsmark, de Maurice Tourneur (1935).
- Kœnigsmark, de Solange Térac (1953).
- Kœnigsmark, de Jean Kerchbron (1968).